# Fools of Fate
Fools of Fate è un cortometraggio muto del 1909 diretto da David W. Griffith. Prodotto e distribuito dalla Biograph Company, il film - girato a Cuddebackville, New York - uscì nelle sale il 7 ottobre 1909.

## Trama
Fanny, moglie di un cacciatore, non riesce più a sopportare la sua vita sacrificata e solitaria. Così, quando incontra per caso Hilton, un cacciatore canadese, si sente attratta dal nuovo venuto e accetta la sua corte. L'uomo, che ignora che lei sia sposata, le propone di venire con lui, lasciando quelle lande desolate e lei accetta. I due però vengono sorpresi da Webster, il marito della donna che riconosce nel suo rivale l'uomo che poco tempo prima lo ha salvato da morte certa e con il quale ha stipulato un patto di eterna amicizia. I due uomini non possono battersi: Hilton spinge fuori dalla capanna Fanny che ora implora il perdono del marito. Ma Webster ha il cuore spezzato e, quando Fanny gli si avvicina, trova il marito che si accascia senza vita sulla sedia.

## Produzione
Il film fu prodotto dalla Biograph Company. Venne girato a Cuddebackville.

## Distribuzione
Distribuito dalla Biograph Company, il film - un cortometraggio di una bobina - uscì nelle sale cinematografiche statunitensi il 7 ottobre 1909.